# Postamt Pankow I
Das Postamt Pankow ist ein Baudenkmal im Berliner Ortsteil Pankow im gleichnamigen Bezirk. Es befindet sich in der Berliner Straße 12, zwischen dem Bahnhof Pankow und der Schulstraße. Das Postamt entstand zu Beginn der 1920er Jahre kurze Zeit nach der Eingemeindung von Pankow und umliegender Ortschaften nach Groß-Berlin. Die Deutsche Reichspost hatte für eine sprunghaft angewachsene Bevölkerung die Brief- und Paketzustellung zu besorgen und Rohrpost sowie öffentliche Telefonzentralen waren einzurichten und zu unterhalten. Zum 1. Mai 2016 ist das Postamt offiziell geschlossen worden. Heute befindet sich in dem Gebäude eine Privatschule.

## Geschichte

### Erste Posteinrichtungen in Pankow
Erste städtische Einrichtungen zur Erledigung des Brief- und Paketverkehrs entwickelten sich ab 1862 in Berlin, in der Gemeinde Pankow entstand die „Postexpedition der Stadt Pankow N 19“ in der Breite Straße 35. Bis zum Jahr 1912 ließ die zentrale Reichspostverwaltung Maßnahmen zur Anpassung an die gestiegenen Beförderungsmengen vornehmen, darunter war die Inbetriebnahme eines bescheidenen Neubaus 1887 in der Breite Straße 24a sowie die Eröffnung eines Postlokals in der Breite Straße 22. Das erste Postgebäude Breite Straße 35 wurde noch zum Ende des 19. Jahrhunderts abgerissen, an seiner Stelle entstand das Rathaus Pankow.
Die Reichspost hatte das Kaiserliche Postamt im Jahr 1904 noch einmal in ein Gebäude in der Wollankstraße 4 umziehen lassen und 1912 das Postamt II in der Berliner Straße 110 eröffnet.

### Ein neues Postamtsgebäude entsteht
Parallel zu diesen Entwicklungen stellte die Stadt Berlin ein Baugrundstück in der Berliner Straße 12 zur Verfügung und beauftragte den Architekten Carl Schmidt mit der Ausarbeitung von Plänen für einen repräsentativen Postamts-Neubau. Unter Schmidts Leitung entstand bis 1925 auf der oben genannten Parzelle ein viergeschossiger Putzbau, der sich in die Straßenfront der zur gleichen Zeit entstehenden Wohngebäude einfügte. Eingeweiht wurde das neue Hauptamt bereits im Jahr 1923, die Fertigstellung zog sich noch bis 1925 hin. Alle oben erwähnten vorherigen Posteinrichtungen in Pankow schlossen zu diesem Zeitpunkt. Die Ausstattung des neuen Hauses entsprach dem damaligen technischen Stand, unter anderem gab es eine Anbindung an das Berliner Rohrpostnetz. Außerdem befanden sich hier die Dienstwohnungen des ersten Postdirektors Julius Schwarzer und eines „Postschaffners“.
Weil es das erste zentrale Postgebäude im damaligen neu gebildeten Verwaltungsbezirk Pankow war, bekam es die Bezeichnung Pankow 1.
Über die Zwischenjahre (1925 bis zum Ende des Zweiten Weltkriegs) geben derzeit nur die Adressbücher Auskunft: eine Zeit lang blieb die Stadt Berlin Eigentümerin der Immobilie, die Dienstwohnungen wurden beibehalten. Im Jahr 1933 war Julius Schwarzer noch immer der Direktor der Einrichtung, ab 1937 folgte ihm Richard Dietz, der den Titel „Postamtmann“ trug. Ein untergeordneter Beamter wohnte ebenfalls weiterhin in dem Amtsgebäude, das jetzt „Postamt Betriebsstelle Pankow d. F. A. Nord“ hieß und zusätzlich eine Telegrafenbauabteilung beherbergte. Die Immobilie gelangte in den 1930er Jahren in den Besitz der Deutschen Reichspost, deren Berliner Hauptverwaltung sich in der Herbartstraße 18 in Berlin-Charlottenburg befand. Im Jahr 1940 trug die Einrichtung die Bezeichnung „Postamt 1, Betriebsstellep 48 d. F. A. Nord“, die Telegrafenbauabteilung war weiterhin präsent. Außer dem Amtmann Dietz und dem Postschaffner wohnte hier nun ein „Tel. Werkführer“ mit dem Namen K. Eichbaum. Auch 1943 wohnten die genannten Personen in dem Amtsgebäude und dessen Name hatte sich nicht mehr geändert.

### Zwischen 1945 und 1990
Nach dem Ende des Zweiten Weltkriegs blieben die Poststrukturen zunächst trotz der Aufteilung in die vier Sektoren erhalten. In Berlin hieß die Verwaltungszentrale „Oberpostdirektion“ (OPD). Doch bald erfolgte eine Trennung der Deutschen Reichspost in die Einrichtungen in den West-Berliner Bezirken und in die Ämter in Ost-Berlin. Letztere unterstanden der Bezirksdirektion für Post- und Fernmeldewesen.
Das hier beschriebene Postamtsgebäude erhielt in den 1950er Jahren die Bezeichnung „Deutsche Post, Berlin-Pankow 1; Hauptpostamt“, eine Zweigstelle „Berlin-Pankow 2“ in der Pichelswerder Straße wurde eingerichtet.
Zahlreiche funktionstüchtige technische Einrichtungen wie Fernschreiber, Rohrpost, Werkstattmaschinen wurden instand gehalten und benutzt. Schalterräume, Hygieneeinrichtungen und Arbeitsräume wurden jedoch schrittweise modernisiert. Um 1968 wurde der gesamte Gebäudekomplex des Hauptpostamts saniert.
In den Jahren bis etwa 1980 unterstanden dem Hauptpostamt (HPA) Pankow die Postämter in Blankenburg, Blankenfelde, Buch, Buchholz, Heinersdorf, Karow, Niederschönhausen, Rosenthal und Schönholz. In der Berliner Straße 12 befanden sich die Buchhaltung, die Personalabteilung und der zentrale Fuhrpark mit Werkstatt.
Danach wurden die Postämter Buch und Buchholz (mit Blankenburg, Heinersdorf und Karow) selbstständig. In Pankow eröffnete zur gleichen Zeit ein Postamt 3 in der Elsa-Brändström-Straße 15 und Postausgabestellen in der Achtermannstraße und in der Prenzlauer Promenade Ecke Thulestraße wurden zusätzlich zum Standort der Postämter deklariert. In der Charlottenburger Straße 140 gab es eine Nachforschungsstelle für nicht angekommene oder unvollständig adressierte Postsendungen.

### Seit 1990
In den Jahren 1993/1994, als das Postamt von der ehemaligen Post der DDR an die Deutsche Bundespost übergegangen war, ließ diese das Bauwerk denkmalgerecht sanieren und die Fassade erneuern. Mit der Umsetzung der Verwaltungsreform der Deutschen Bundespost (die sich in Deutsche Post AG umbenannte) ab 1994 stehen Teile des Postgebäudes in der Berliner Straße leer. Im Schalterraum findet dagegen noch Publikumsverkehr statt und die Postbank unterhält ein Finanzcenter.

## Architektur

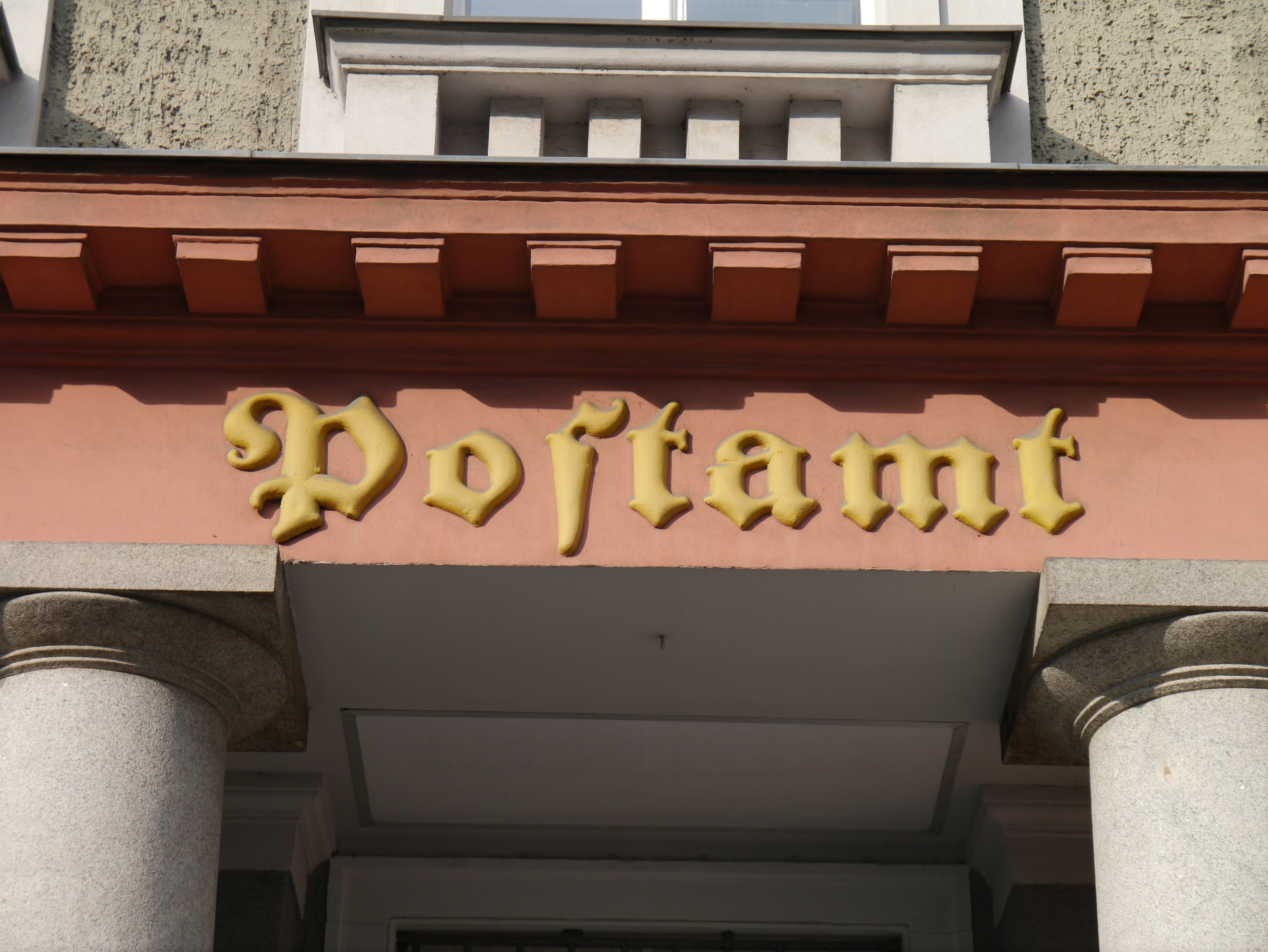
Portal des Baus mit dem Schriftzug „Postamt“ in Frakturschrift

Das Gebäude ist im streng klassizistischen Baustil symmetrisch gestaltet und besitzt einen T-förmigen Grundriss. Die rund 50 Meter lange Straßenfront mit 13 Achsen wird von einem dreiachsigen Mittelrisaliten mit dem Haupteingang, geteilt von zwei Säulen, dominiert. Über den drei Etagen befindet sich ein Attikageschoss unter einem Satteldach. Oberhalb des Risaliten waren wohl die Diensträume des Postamtleiters untergebracht, ausgestattet mit einer Loggia, deren Dach von vier Säulen getragen wird. In grauen und rötlichen Tönen ist die Fassade gestaltet – der rote strukturierte Putz verkleidet den Parterrebereich, das Gesims und die Ecken des Risaliten. Das Dach ist mit roten Dachziegeln eingedeckt.
Auf der südlichen Gebäudeseite unterbricht lediglich die Hofeinfahrt die Fassadensymmetrie. Auf dem Hof sind der Fuhrpark und eine Ein-/Ausladezone untergebracht. Das gesamte Grundstück samt Bebauung umfasst rund 3000 Quadratmeter. Das Dach des 14 Meter tiefen Straßentraktes springt zur Hofseite hin gegenüber dem Baukörper zurück und bildet an zwei Stellen ein Flachdach. Ein Diensteingang schließt sich der Durchfahrt auf der Straßenseite noch an. Der mittig angebaute Querflügel ist etwa 36 Meter lang.
Das Hauptportal ist über neun Stufen direkt mit der Schalterhalle verbunden, die ihr Tageslicht durch Rundbogenfenster erhält. Über dem Haupteingang ist in Postgelb der in Frakturschrift ausgeführte Schriftzug „Postamt“ zu sehen.
Auf der nördlich gelegenen Gebäudeseite befindet sich ein zweiter Eingang für hier beschäftigte Postbeamte. Einen zusätzlichen Fassadenschmuck bilden die oberhalb der beiden Seitenportale angebrachten plastischen Supraporten mit gegenständigen Greifen, die ein Wappen halten.